# Lou Doillon
Lou Doillon, född 4 september 1982 i Paris i Frankrike, är en fotomodell och skådespelare. Hon är dotter till regissören Jacques Doillon och skådespelerskan och sångerskan Jane Birkin.